# ستيفن ريغ
ستيفن ريغ (بالإنجليزية: Steven Rigg)‏ (30 يونيو 1992 في المملكة المتحدة - ) هو لاعب كرة قدم بريطاني في مركز الهجوم. لعب مع نادي كارلايل يونايتد ونادي بارو وPenrith A.F.C. ‏.

## وصلات خارجية
- ستيفن ريغ على موقع قاعدة بيانات كرة القدم.إي يو (الإنجليزية)
- ستيفن ريغ على موقع Soccerbase.com (لاعب) (الإنجليزية)
- ستيفن ريغ على موقع Soccerway.com (الإنجليزية)